# Julie and the Phantoms
Julie and the Phantoms är en amerikansk TV-serie skapad av Dan Cross och David Hoge för Netflix, som är baserad på den brasilianska TV-serien Julie e os Fantasmas från 2011. Serien hade premiär på Netflix den 10 september 2020, och består endast av en säsong med totalt nio avsnitt. En av de stora huvudrollerna i serien spelas av Madison Reyes.
Serien är inspelad i Burnaby (i närheten av Vancouver) i British Columbia från den 17 september till den 14 december 2019. I december 2021 valde Netflix att avbryta hela serien, efter endast en säsong.

## Rollista (i urval)
| Roll            | Skådespelare        | Svensk röst               |
| --------------- | ------------------- | ------------------------- |
| Julie Molina    | Madison Reyes       | Dominique Pålsson Wiklund |
| Luke Patterson  | Charlie Gillespie   | Oscar Rosberg             |
| Alex Mercer     | Owen Patrick Joyner | Edvin Ryding              |
| Reggie Peters   | Jeremy Shada        | Daniel Melén              |
| Flynn           | Jadah Marie         | Emilia Brown              |
| Nick            | Sacha Carlson       | Edvin Bergfalk            |
| Carrie Wilson   | Savannah May        | Mikaela Ardai Jennefors   |
| Caleb Covington | Cheyenne Jackson    | Adam Portnoff             |
| Ray Molina      | Carlos Ponce        | Adam Fietz                |
| Carlos Molina   | Sonny Bustamante    | Felix Nylén               |
| Willie          | Booboo Stewart      | Simon Iversen Sannemark   |

- Övriga svenska röster - Alexandra Nylén Bonnier, Anders Öjebo, Anna Engh, Anton Olofson Raeder, Carla Abrahamsen, Daniel Bergfalk, Emma Lewin Segelström, Gunilla Orvelius, Jennie Jahns, Jesper Adefelt, Leo Hallerstam, Mattias Söderberg, Mikaela Tidermark Nelson, Mimmi Sandén, Niclas Ekholm, Norea Sjöquist, Sharon Dyall
- Regissör - Jesper Adefelt
- Översättare - Robert Cronholt
- Tekniker - Anders Öjebo, Andreas Eriksson, Christian Jernbro, Daniel Bergfalk, Mattias Söderberg
- Svensk version producerad av KM Studio AB för Netflix International Dubbing[1]